# Elusa limacodoides
Elusa limacodoides är en fjärilsart som beskrevs av Walker 1862. Elusa limacodoides ingår i släktet Elusa och familjen nattflyn. Inga underarter finns listade i Catalogue of Life.